# リフレかやの里
リフレかやの里（リフレかやのさと）は京都府与謝郡与謝野町金屋にある、日帰り入浴ができる浴場やランチビュッフェが楽しめるレストランなどを備えた指定管理者制度による指定管理者により運営されている与謝野町の入浴宿泊施設である。

## 概要
与謝野町の公共施設白書によると、体験・レクリエーション施設のカテゴリー2『食と健康を体験する施設』となっている。
定休日は水曜日。臨時休業もあり、イベントカレンダーで定めている。

### お風呂
4種類の多彩なお風呂を提供している。
- 一般浴
- 薬草浴(フレッシュハーブ)
- シルク湯
- ミストサウナ

大人（中学生以上）500円で日帰り入浴（お風呂のみの利用）ができる。

### 森のレストラン
ビュッフェを楽しめるレストラン。ドリンクバーを完備している。なお、ランチビュッフェの営業日は土・日・月・火である。2022年（令和4年）7月より営業を停止している。

### 森の宿
館内にある宿泊施設。
部屋は以下の通り。
- 洋室（6部屋）
  - ラベンダー
  - ミント
  - セージ
  - ローズマリー
  - カモミール
  - レモングラス
- 和室（2部屋）
  - つばき
  - ひまわり

### 農産加工所
ジュースやジャムなどの農産加工品を製造している併設の加工所。加工品は、館内の直売所で販売され、森のレストランでも提供している。

## 運営

### 現在の与謝野町の指定管理者
- なし - 後述の福祉法人に町が業務委託し、事業を継続している[9]。

### 過去の与謝野町の指定管理者
- 社会福祉法人よさのうみ福祉会[12] - 2022年3月をもって指定管理契約を終了[9]。
- 株式会社「リフレッシュ丹後」- 与謝野町が出資する第三セクターであったが経営悪化により2009年1月自己破産を申請した[13]。

## 沿革
- 1998年9月21日 - リフレかやの里　完成式が行われる[14]。
- 1998年10月3日 - リフレかやの里　開設[14]。
- 2008年7月1日 - 当時の与謝野町の指定管理者「リフレッシュ丹後」の経営悪化により営業を休止[15]。
- 2009年3月23日-2009年4月10日 - 町が新たな指定管理者を募集[16]。
- 2011年10月1日 - 社会福祉法人よさのうみ福祉会を新たな指定管理者に営業を再開した[17]。
- 2022年7月1日 - 森のレストランが営業を停止[9]。

## 休業からの再開

### 休業から再開まで
リフレかやの里は与謝郡旧加悦町時代の1998年に開設し、加悦町が出資したリフレッシュ丹後に運営を委託、現与謝野町に合併後の2006年からは与謝野町の指定管理者であった。しかし、道路事情による利用客の減少、燃料費の高騰により経営が悪化。2008年7月1日営業を休止した。その後、3年間休館を余儀なくされたが、2010年9月、新たな与謝野町の指定管理者を社会福祉法人よさのうみ福祉会に決定 し、2011年10月1日、営業を再開した。
地元住民からの強い要望により再開に至ったのであったが、地元議会での検討など多くの時間がかかったのだという。

### 再開後

#### 農福連携による地域活性化
現在の与謝野町の指定管理者である前述の社会福祉法人では、以前から休耕田を使った農作物栽培などの事業を行っていた。事業のなかで得たヒントをもとにそのノウハウを生かし、規格外の農作物を使った加工品製造の事業をはじめた。農産加工品の工場を併設しジュースやジャムなどの加工品を製造している。館内で販売され、森のレストランのランチビュッフェでも提供されている。障害者就労継続支援事業の事業指定を受けており、地元の障害者の雇用創出に貢献している。
農産加工品は、厚生労働大臣賞の受賞を後押しに地域でも一般に販売されるようになり、福祉施設の利用者の賃金のアップにもつながり、リフレかやの里は2011年のリニューアルオープン後の2年半で延べ15万人の集客となった。この取り組みは、生産者、加工品製造に携わる福祉施設の利用者、消費者による連携により、地産地消の農福連携による地域活性化のモデルとなっており、メディアでも取り上げられている。

## 過去に行われていたイベント
- 与謝野町ひまわりフェスティバル （2013年-2017年） - リフレかやの里周辺の金屋地区で開催されていた[26]。

## 交通アクセス
- 道路：山陰近畿自動車道与謝天橋立インターチェンジ15分[27]。
- 鉄道・バス：京都丹後鉄道与謝野駅下車、丹後海陸交通路線バス『金屋』下車徒歩15分[27]。

## メディア掲載
- “おたぎゃあさま”の取り組み ～働く障害者が町を元気に～（2018年）[25] - NHKハートネット